# PSR B1620−26 b
PSR B1620−26 b (Мафусаи́л) — экзопланета в двойной системе PSR B1620−26 в созвездии Скорпиона. Находится на расстоянии 12 400 световых лет от Солнца. Планета является одной из самых древних из ныне известных экзопланет — по некоторым оценкам, её возраст составляет около 12,7 млрд лет.

## Система PSR B1620−26
PSR B1620−26 b, или по-другому Мафусаил, обращается вокруг экзотической пары звёзд. Одна из них — пульсар — делает почти 100 оборотов в секунду вокруг своей оси. Вторая — белый карлик, имеющий массу 0,34 солнечных масс. Звёзды обращаются вокруг общего центра масс на расстоянии 1 астрономической единицы друг от друга. Полный оборот происходит каждые 6 месяцев. Официальные названия пульсар и белый карлик получили соответственно PSR B1620−26 A и PSR B1620−26 B. Открытый в начале 1990-х годов третий объект, оказавшийся планетой, получил название PSR B1620−26 b. Планета имеет массу 2,5 масс Юпитера и совершает полный оборот вокруг звёзд за 100 лет. Расстояние планеты от PSR B1620−26 A и PSR B1620−26 B составляет около 23 а. е. (около 3,4 миллиарда километров) — это немного больше расстояния между Ураном и Солнцем.

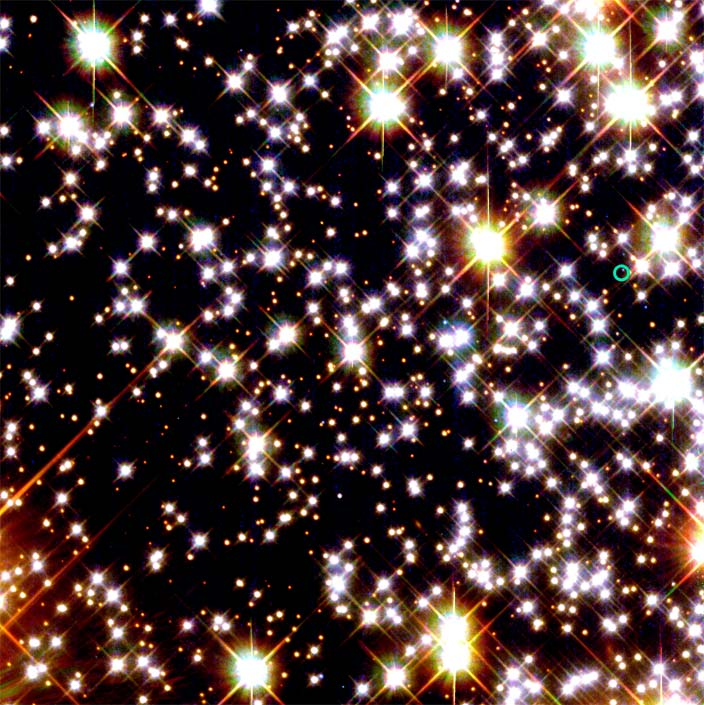
Местонахождение системы PSR B1620−26 в скоплении M4

Вся система находится в шаровом скоплении M4. Возраст скопления оценивается в 12,7 миллиарда лет. Поскольку все объекты скопления сформировались примерно в одно время, то и возраст юпитероподобной планеты PSR B1620−26 b примерно равен возрасту скопления.

## История изучения PSR B1620−26 b
Планета была открыта с помощью эффекта Доплера. В начале 1990-х группа астрономов под руководством Дональда Бэйкера изучала объект, который, как тогда считалось, был двойным пульсаром. Они обнаружили, что в системе должен быть ещё третий объект, присутствие которого влияет на периодичность частоты излучения пульсара. Через несколько лет были вычислены гравитационные возмущения орбит пульсара и белого карлика. Это дало основание предположить, что третий объект слишком мал, чтобы быть звездой. В 1993 году Стивен Торсетт (англ. Stephen Thorsett) с коллегами опубликовал доклад, в котором обосновал планетарный статус PSR B1620−26 b.

## Эволюция PSR B1620−26
Происхождение пульсарных планет всё ещё не ясно, но, похоже, что такие планеты не являются родными для систем с материнской звездой-пульсаром. Пульсары — это звёзды, пережившие взрыв сверхновой, и поэтому маловероятно, что после подобного катаклизма в системе может выжить хоть одна планета. Астрономы предполагают, что PSR B1620−26 b образовалась, скорее всего, возле звезды, превратившейся затем в белый карлик PSR B1620−26 B, а позже эта система была вовлечена в поле тяготения пульсара PSR B1620−26 A. Подобные объединения систем редко происходят в плоскости нашей Галактики, но в шаровых скоплениях такое бывает часто.

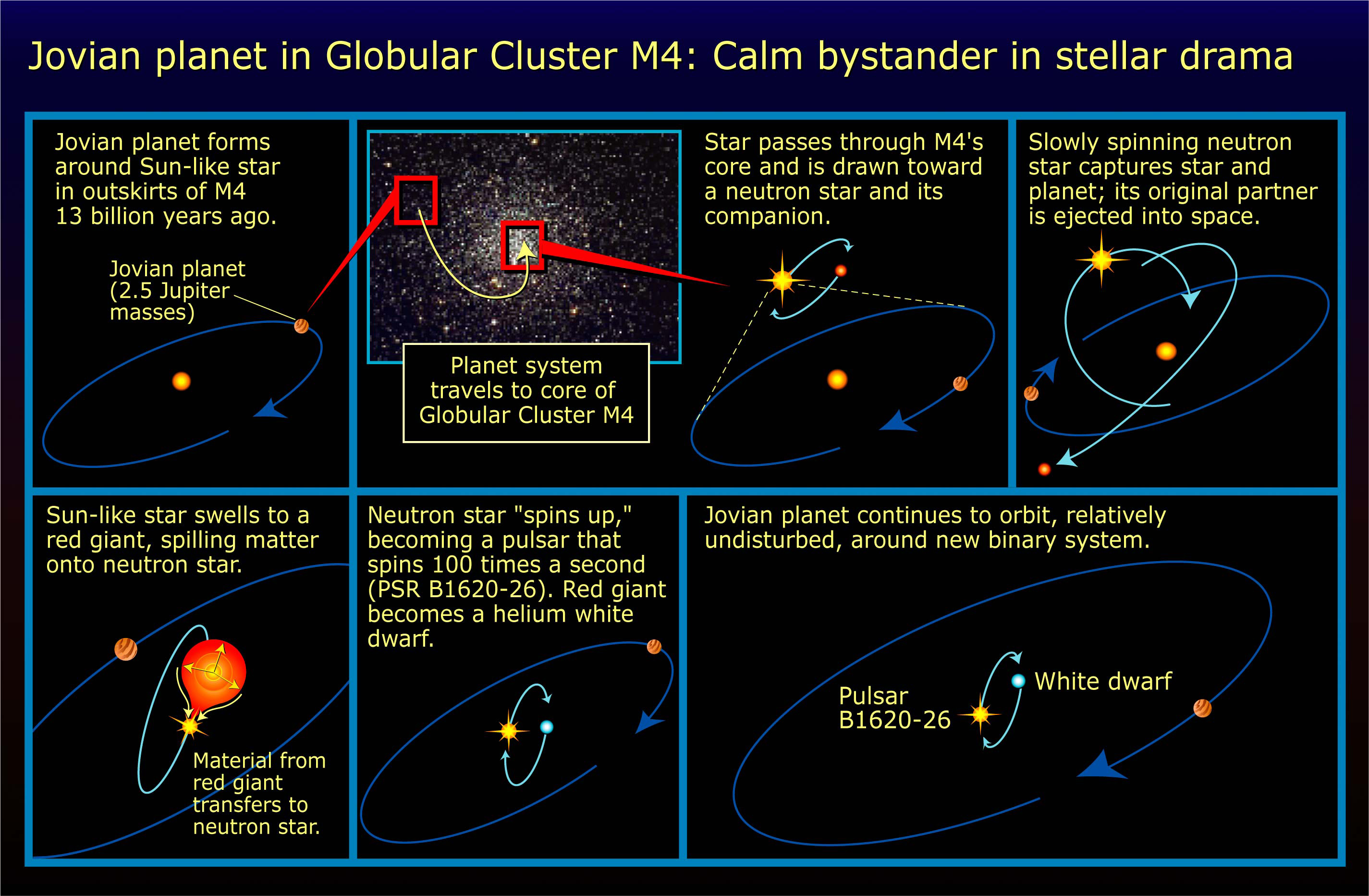
Эволюция системы PSR B1620−26

Согласно разработанной модели, 10 миллиардов лет назад пульсар захватил в поле своего тяготения звезду с планетой, в процессе потеряв свой второй возможный компонент. Около полумиллиарда лет назад захваченная звезда перешла на стадию красного гиганта (см. звёздная эволюция).
Обычно период вращения молодых пульсаров вокруг своей оси не превышает одной секунды, и с течением времени скорость снижается, постепенно уменьшая частоту. Более короткая периодичность характерна для так называемых миллисекундных пульсаров, скорость вращения которых поддерживается перетеканием вещества с соседней звезды. Период вращения пульсара PSR B1620−26 А составляет несколько миллисекунд, что объясняется только перетеканием аккреционного вещества. Поэтому исследователи предположили, что теперешний белый карлик PSR B1620−26 В до вовлечения в орбиту пульсара был звездой, которая, став красным гигантом, заполнила полость Роша, и её вещество стало перетекать на пульсар, разогнав его вращение до теперешней скорости. На протяжении следующих сотен миллионов лет аккрецирующее вещество порождало множество рентгеновских вспышек колоссальной мощности, ускоряя пульсар всё больше и больше. Так продолжалось до тех пор, пока красный гигант не достиг нестабильности, и верхние слои звёздного вещества были сброшены в открытый космос, а оставшееся ядро сжалось в белый карлик.
В данный момент звёзды мирно вращаются друг вокруг друга, и эта двойная система с экзопланетой медленно дрейфует к центру скопления M4, где плотность звёзд очень высока. Поэтому есть большая вероятность, что PSR B1620−26 ждут новые катаклизмы, и судьба планеты PSR B1620−26 b остаётся неизвестной.